# Gruppo dell'Abbaye
(Gargantua; I,54)

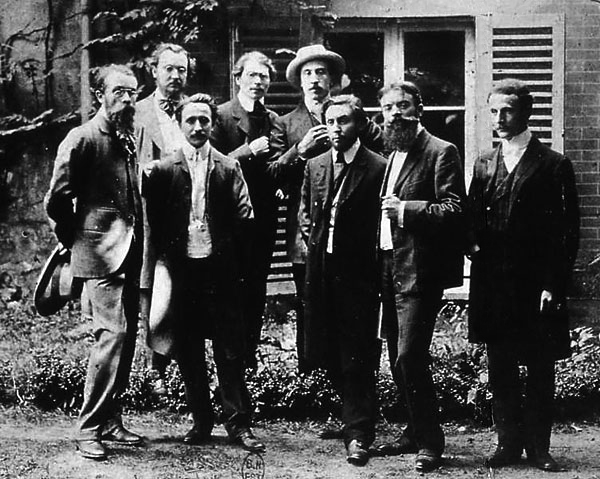
Membri dell’Abbaye de Créteil nel 1907. Da sinistra: Vildrac, Duhamel, Arcos, Mahn, d'Otémar, Gleizes, Barzun e Mercereau

Il Gruppo dell'Abbaye, anche conosciuto come l'Abbaye de Créteil è un falansterio artistico fondato a Créteil, nell'autunno del 1906, dai poeti Georges Duhamel e Charles Vildrac. Anche Jules Romains prese parte a questa breve e intensa esperienza formativa.

## Storia
I fondatori, ispirandosi all'"Abbazia di Thélème" descritta da François Rabelais nel suo  Gargantua, avevano deciso di creare un cenacolo di giovani scrittori e artisti che producessero le loro opere in un'esperienza di vita comune, riuniti in una casa circondata da un parco, posta a Créteil in rue du Moulin, lungo le rive della Marna, nella periferia sud-est di Parigi.
Parteciparono al falansterio, oltre ai fondatori, un primo gruppo di artisti entusiasti come gli scrittori René Arcos, Henri-Martin Barzun e Alexandre Mercereau, raggiunti dal pittore Albert Gleizes.
Successivamente si uniranno altri sodali come il poeta Pierre Jean Jouve, il musicista  Albert Doyen, il disegnatore Berthold Mahn ed il pittore Henri Doucet.
Molti mettono a disposizione le proprie risorse personali e si decide di istituire una casa editrice che pubblichi le loro opere, allo scopo di finanziare l'iniziativa attraverso la pubblicazione delle opere letterarie. Presso la tipografia di Lucien Linard, amico di Gleizes, viene fondata la casa editrice "Éditions de l'Abbaye" che, dal gennaio 1907 al gennaio 1908, stamperà una ventina di libri frutto della vena artistica dei partecipanti al "Gruppo dell'Abbaye".
Tuttavia i proventi della casa editrice non furono sufficienti a soddisfare il fabbisogno del falansterio e, per decisione degli stessi partecipanti, "l'Abbaye" venne chiusa il 28 gennaio 1908.